# Japan Karate Association
De Japan Karate Association (JKA) (Japans: 日本空手協会, Nihon Karate Kyokai) is een van de oudste en meest invloedrijke organisaties ter wereld op het gebied van Shotokan-karate. De JKA, opgericht op 27 mei 1949, heeft haar hoofdkantoor in Tokio, Japan, en heeft als doel het bevorderen, onderzoeken, organiseren van evenementen en onderwijzen van karate.

## Geschiedenis en oorsprong
De oorsprong van de JKA ligt bij Gichin Funakoshi, die karate vanuit Okinawa naar Japan bracht en het aanpaste voor een bredere sportieve en educatieve toepassing. In 1949 richtten senior leerlingen van Funakoshi, waaronder Isao Obata, Masatoshi Nakayama en Hidetaka Nishiyama, de JKA op. Funakoshi was destijds erehoofd van de organisatie, terwijl Nakayama de functie van hoofdtrainer vervulde .
De JKA ontstond vanuit karateclubs van universiteiten in de regio Tokio. Vooral Takushoku Universiteit speelde een belangrijke rol in de ontwikkeling van de organisatie, aangezien veel prominente JKA-trainers, zoals Nakayama en Nishiyama, hier hun achtergrond hadden.
Vanaf de jaren 1950 ontstonden er echter spanningen binnen de karategemeenschap. Sommige leerlingen van Funakoshi, zoals Shigeru Egami en Tsutomu Ohshima, scheidden zich af en richtten hun eigen organisaties op, waaronder de Shotokai en Shotokan Karate of America. Ze beweerden een meer traditionele versie van Shotokan-karate te beoefenen in vergelijking met de stijl van de JKA, die onder leiding van Nakayama was aangepast met nieuwe trainingsmethoden en technieken .

## Invloed en publicaties
Onder leiding van Nakayama verspreidde de JKA karate wereldwijd. Zijn boeken, zoals Dynamic Karate en de Best Karate-serie, worden beschouwd als standaardwerken over Shotokan-karate,. Daarnaast beschrijft Clive Nicol in zijn boek Moving Zen de intensieve training in het JKA-hoofdkantoor in Tokio tijdens de jaren 1960.

## Opsplitsingen en nieuwe organisaties
De JKA kende vanaf de jaren 1970 verschillende splitsingen:
- 1974: Hidetaka Nishiyama verliet de JKA en richtte de International Traditional Karate Federation (ITKF) op.
- 1977: Shiro Asano en Hirokazu Kanazawa richtten de Shotokan Karate-Do International Federation (SKIF) op.
- 1987: Na Nakayama's overlijden ontstonden wereldwijd conflicten binnen de JKA. Dit leidde tot de oprichting van organisaties zoals de World Union of Karate-Do Organizations.
- 1990: Een juridisch geschil over de controle van de JKA werd in 1999 beslecht door het Japanse Hooggerechtshof, in het voordeel van de groep onder leiding van Nobuyuki Nakahara [8].

Door deze splitsingen ontstond een afzonderlijke JKA-stijl binnen Shotokan-karate, gekenmerkt door een strikte nadruk op technieken en standaarden, maar ook onderwezen door instructeurs die niet meer officieel bij de JKA aangesloten zijn.

## Kenshusei-programma
In 1956 startte de JKA het kenshusei-programma, een intensieve training voor instructeurs. Dit programma waarborgt de consistentie en kwaliteit van de JKA-training en heeft enkele van 's werelds meest gerespecteerde karateka voortgebracht.

## Huidige status
De JKA blijft een centrale speler binnen Shotokan-karate en is aangesloten bij internationale federaties zoals de Japan Karate Federation en de World Karate Federation. Het hoofdkwartier bevindt zich in Bunkyo-ku, Tokio. Sinds juli 2024 was de functie van hoofdinstructeur vacant door het overlijden van Masaaki Ueki, 10e dan. Op 9 november 2024 werd Oishi Takeshi Shihan officieel aangesteld als nieuwe hoofdinstructeur.